# Hans Erich Kalischer
Hans Erich Kalischer (geboren 28. September 1903 in Wittstock/Dosse; gestorben 6. Juni 1966 in New York City) war ein deutsch-amerikanischer Ökonom und Fotograf.

## Leben
Kalischer war der Sohn von Leopold Kalischer. Nach dem Besuch eines humanistischen Gymnasiums, plante er ein Medizinstudium, auf Anraten seines Vaters studierte er aber ab 1921 Wirtschaftswissenschaften an der Universität zu Köln. 1926 erhielt er sein Diplom und Anfang 1928 wurde er mit Auszeichnung mit der Arbeit "Buchhalterische Erfolgsermittlung in Maschinenfabriken. Eine literaturkritische Untersuchung." zum Dr. rer. pol. promoviert.
Bis zum August 1929 war er Assistent von Eugen Schmalenbach und arbeitete besonders an einem Gutachten zur Bewertung für ein oberschlesisches Erzbergwerk mit. Danach war er unter anderem als Revisor der Deutschen Warentreuhand AG tätig.
1937 emigrierte er in die USA und kehrte von dort nach dem Zweiten Weltkrieg als Zivilangestellter der amerikanischen Militärregierung nach Deutschland zurück.
1947 heiratete er Ilse Hennemann und kehrte mit ihr zurück in die USA. Dort ließ er sich zum Fotografen ausbilden und wurde zunächst Industriefotograf in einem Labor und später medizinischer Fotograf in einem Krankenhaus in New York.

## Schriften
- "Der Widerspruch zwischen mathematischer und buchtechnischer Kostenauflösung",
  - Teil 1 in ZfhF 1929, S. 170–180
  - Teil 2 in ZfhF 1930, S. 1–35
  - Teil 3 in ZfhF 1930, S. 49–58
- "Buchhalterische Erfolgsermittlung in Maschinenfabriken. Eine literaturkritische Untersuchung.", Köln 1929